# Andreas Rötzer
Andreas Rötzer (* 19. Juli 1971 in München) ist ein deutscher Verleger. Er ist Gründer des Verlags Matthes & Seitz Berlin.

## Leben und Wirken
Rötzer absolvierte eine Berufsausbildung zum psychiatrischen Krankenpfleger und studierte anschließend Philosophie in Passau und Paris. 2003 wurde er zum Dr. phil promoviert. Rötzer, der ab 1999 als Buchhalter für den Münchner Verlag Matthes & Seitz gearbeitet hatte, gründete 2004 den Verlag Matthes & Seitz Berlin. 2012 wurde ihm der Karl-Heinz-Zillmer-Verlegerpreis verliehen, 2017 wurde er von der Zeitschrift Buchmarkt zum Verleger des Jahres gewählt. 2021 wurde ihm der „Ordre des Arts et des Lettres“ verliehen. 2023 erhielt er für seine Arbeit den Enrico Filippini Preis. Rötzer ist mit der Verlagslektorin und Schauspielerin Meike Schlüter verheiratet.